# Pseudolepis
Pseudolepis là một chi bọ cánh cứng trong họ Chrysomelidae.
Chi này được miêu tả khoa học năm 2001 bởi Medvedev & Zoia.

## Các loài
Chi này gồm các loài:
- Pseudolepis squamosa Medvedev & Zoia, 2001